# NGC 5821
NGC 5821 est une galaxie spirale située dans la constellation du Bouvier. Sa vitesse par rapport au fond diffus cosmologique est de 3 426 ± 8 km/s, ce qui correspond à une distance de Hubble de 50,5 ± 3,5 Mpc (∼165 millions d'al). NGC 5821 a été découverte par l'astronome germano-britannique William Herschel en 1789.
NGC 5821 présente une large raie HI.

## Groupe de NGC 5908
Selon A.M. Garcia, la galaxie NGC 5821 fait partie d'un groupe de galaxies qui compte au moins sept membres, le groupe de NGC 5908. Les autres membres de ce groupe sont NGC 5820, NGC 5874, NGC 5876, NGC 5905, NGC 5908 et UGC 9759.
D'autre part, dans un article publié en 1998, Abraham Mahtessian mentionne aussi ce groupe, mais les galaxies NGC 5820, NGC 5821 et UGC 9759 n'y figurent pas.
De plus, selon E.L. Turner, les galaxies NGC 5820 et NGC 5281 forment une paire de galaxies rapprochées. La distance de Hubble de NGC 5280 est égale à 50,4 ± 3,5 pc, presque la même que celle de NGC 5821. Ces deux galaxies forment donc une paire réelle.